# 蜷川順子
蜷川 順子 （にながわ じゅんこ）は、日本の美術史学者。関西大学文学部教授。専門は西洋美術史。

## 略歴
- 長崎県長崎市に生まれ、山口県下関市で育つ。山口県立下関西高等学校卒業。
- 1977年 京都大学農学部農芸学科卒業[1]
- 1981年 京都大学文学部哲学科美学美術史学専攻卒業[1]
- 1986年 同大学院文学研究科美学美術史学博士課程単位取得満期退学[1]
- 2007年 関西大学文学部教授[1]
- 2011年 ヘント大学(ベルギー) で博士号取得

## 人物
特にルネサンス期の北方絵画、初期ネーデルラント絵画史の研究者として知られている。ヒエロニムス・ボス、ロヒール・ファン・デル・ウェイデン、ファン・エイク、ハンス・メムリンクらの絵画の研究について、独創的な業績がある。オランダ給費留学生の期間を含め、3年半にわたってオランダ国立フローニンゲン大学考古学美術史研究所へ留学し、研鑽を積んだ。神学、宗教史、教会史、美学、哲学など、美術史学の周辺領域についての該博な知識を援用したオーソドックスな研究方法、豊かな着想を本領としており、中世のみならず近代美術にいたるまで、その関心の幅も広い。学会では鋭い論客として知られているが、人柄はおっとりとした姉御肌で、若手研究者や学生の厚い信望を集めている。

## 著作

### 単著
- 『図解雑学 美術でたどる世界の歴史』ナツメ社 2004年
- 『聖心のイコノロジー』関西大学出版部 2017年

### 編著
- 『初期ネーデルランド美術にみる個と宇宙Ⅰ＜人のイメージ＞共存のシュミラークル』ありな書房 2011年
- 『油彩への衝動』中央公論美術出版 2015年

### 共著
- 『アジアが結ぶ東西世界 -アジアにおける経済・法・文化の展開と交流-』（橋寺知子、新谷英治、森部豊共編）関西大学出版部 2011年
- 『顔をみること -表された顔をめぐる美術史・文化史的断章-』（鼓みどり、中谷伸生、バーバラ・バート、溝井裕一共著）関西大学出版部 2012年
- 『EUと日本学「あかねさす」国際交流』（藪田貫、浜本隆志編著 芝井敬司、山本登朗、関屋俊彦、マーク・メリ、森貴史共著）関西大学出版部 2012年

### 翻訳
- アロイス・リーグル『ローマにおけるバロック芸術の成立』中央公論美術出版 2009年

### 共訳
- ミルドレット・コンスタンチン著『ティナ・モドッティ -そのあえかなる生涯-』現代企画室 1985年2月
- シェルトン・デーヴィス著『奇跡の犠牲者たち』現代企画室 1985年8月
- アーウィン・パノフスキ著『初期ネーデルラント絵画 その起源と性格』（勝國興共訳）中央公論美術出版 2001年
- エドガー・ヴィント『シンボルの修辞学』（秋庭史典、加藤哲弘、金沢百枝,、松根伸治共訳）晶文社 2007年